# Tupua Tamasese Lealofi IV
Tupua Tamasese Lealofi IV (ur. 7 maja 1922 w Apii, zm. 9 lipca 1983) – samoański polityk, lekarz, dwukrotny premier kraju w latach 1970–1973 i 1975–1976.
Był synem działacza niepodległościowego Tupua Tamasese Lealofiego III, postrzelonego śmiertelnie podczas manifestacji w 1929. Jego ród noszący Tupua Tamasese należy do jednych z plemiennych królów Samoa, on sam odziedziczył tytuł po śmierci stryja Tupua Tamasese Meaʻole w 1963. Tupua Tamasese Lealofi IV ukończył Malifa High School w Apii, zdobył wykształcenie medyczne na Fidźi. Do 1969 pracował jako lekarz w szpitalu w Apii. W 1968 został członkiem rady deputowanych (działającej zastępczo w przypadku wakatu na stanowisku prezydenta), z członkostwa w której zrezygnował w 1970 po wybraniu w skład parlamentu.
Sprawował rządy jako premier od 25 lutego 1970 do 25 marca 1973 oraz jako pełniący obowiązki premiera po śmierci Mataʻafa Mulinuʻu II od 21 maja 1975 do 24 marca 1976. Jego następcą jako Tupua Tamasese został bratanek Tupua Tamasese Tupuola Tufuga Efi.